# Edilberto Cardona Bulnes
Edilberto Cardona Bulnes (17 de mayo de 1934, Comayagua-2 de julio de 1991, ibídem) fue un poeta hondureño.

## Biografía
Nacido en 1934, en Comayagua, Cardona Bulnes culminó su bachiller en el Instituto León Alvarado de Comayagua, convirtiéndose en profesor de primaria, trabajo que tuvo que ser el sustento de su madre y su hermano alcohólico, hasta su forzada jubilación tras problemas de salud. Marginado por el mundo literario, tanto su obra como el propio Cardona Bulnes eran rechazados por sus contemporáneos. Él era a menudo tildado de loco u homosexual, cosas que, como cuenta el académico Segisfredo Infante —quien le conoció en los años 80—, no eran para nada ciertas.
En 1980, con Julio Escoto como director de la Editorial Universitaria Centroamericana (EDUCA), de Costa Rica, se editó su obra Jonás, fin del mundo o líneas en una botella, su obra más conocida. Pero al llegar a Honduras los cuatro mil ejemplares, desaparecieron misteriosamente sin dejar rastro del Aeropuerto de Toncontín. Un hecho insólito en la historia de la literatura de Honduras. Aunque algunos ejemplares sueltos, así como ediciones digitalizadas se pueden encontrar rondando por ahí.
Falleció en 1991, sumido en la pobreza debido a la pobre pensión que recibía.
Su vida y obra han sido objeto de estudio de destacados académicos hondureños, tales como Leonel Alvarado, cuya tesis doctoral fue sobre el tema, Helen Umaña, y el propio Segisfredo Infante.

## Obras
- Sólo el aire, la luz (1970)
- Los Ángeles murieron (1972)
- Introducción al Derecho (1972)
- Los interiores (1973)
- Levítico (1974)
- Animal sombra (1974)
- Jonás, fin del mundo o líneas en una botella (1980)
- Al regreso y lejos del camino (1983)
- En memoria mía (1987)
- Redescubrimiento del canto (1989)
- Cinco poemas de Edilberto Cardona Bulnes (1995, póstumo)[5]
- ¿Quién miente sobre Lempira? (1999, póstumo)[6]

## Premios
- Premio Café Marfil de España en 1973.[2]